# Cesena Football Club
O Cesena Football Club é um clube de futebol italiano com sede em Cesena, Emília-Romanha. Atualmente joga na Série B da Itália de 2024 a 2025, após a promoção da Série C em 2023–24. Afirma ser o clube fênix do AC Cesena desde 2018, ano em que o clube faliu.

## História

### Fundação
O clube foi fundado em 1973, época em que era conhecido como Polisportiva Martorano.

### Serie D
Na temporada 2012–13, a equipe foi promovida pela primeira vez, da Eccellenza Emilia-Romagna Grupo B para a Série D Grupo D de 2013–14, como Romagna Centro. O clube também foi comparado ao Chievo, que era o segundo time atrás do Hellas Verona, mas foi promovido à Série A.

### R.C. Cesena
Em julho de 2018, após a falência do principal time de futebol da cidade, o A.C. Cesena, um grupo de empresários locais adquiriu o Romagna Centro e propôs renomeá-lo para Cesena F.C., para funcionar como clube fênix. No entanto, os direitos de imagem de AC Cesena foram adquiridos posteriormente. O clube disputou um amistoso contra o clube romeno Universitatea Cluj na pré-temporada 2018-19. Em julho de 2018, o Romagna Centro anunciou que o setor juvenil treinaria com ex-jogadores do AC Cesena. No entanto, o clube ficou mais tarde conhecido como R.C. Cesena, e foi designado para o Grupo F da Série D de 2018–19.

### Cesena FC
Depois de ganhar instantaneamente a promoção à Série D, o clube foi renomeado para Cesena Football Club.
Na temporada 2019-20, o clube competiu no Girone B da Série C.
Na temporada 2023-24, O Cesena garantiu a promoção à Série B da temporada seguinte como campeão da Série C Girone B.

## Elenco
Atualizado em 4 de dezembro de 2024
- : Capitão
- : Lesão
- : Jogadores Emprestados

## Títulos
| Nacionais | Nacionais  | Nacionais | Nacionais  |
|           | Competição | Títulos   | Temporadas |
| --------- | ---------- | --------- | ---------- |
| Itália    | Serie C    | 1         | 2023–24    |
| Itália    | Serie D    | 1         | 2018–19    |
| Itália    | Eccellenza | 1         | 2012–13    |